# ギヨーム・デュファイ
ギヨーム・デュファイ（またはデュフェ、Guillaume du Fay、1397年8月5日 - 1474年11月27日）はルネサンス期のブルゴーニュ楽派の音楽家である。「ギヨーム・デュ・ファイ」(またはデュ・フェ、Guillaume Du Fay、Du Fayt) とも表記される。音楽の形式および精神の点で、中世西洋音楽からルネサンス音楽への転換を行なった音楽史上の巨匠である。

## 名前
姓の読みがデュファイであるかデュフェであるかについては議論があり、1949年にファン・デル・リンデンがデュファイが正しいとしたのに対し、1965年にマック・クリントックがデュフェを正しいとして論争になった。日本では通常「デュファイ」と呼ばれる。

## 生涯
最近の説では、ブリュッセル近郊のベーアセル（Beersel）で1397年8月5日に生まれたと考えられている。1409年から1412年まで、少年合唱隊で教育を受け、才能を認められる。1414年、カンブレー近郊のSt.Géry（サンジェリー）教会で働きはじめる。1414年から18年までコンスタンツ公会議に同行し、1418年にカンブレに戻り副助祭となる。同年、イタリアのリミニ宮廷に移り本格的な作曲を始める。1424年に、カンブレに戻り、ラン大聖堂で副助祭であったと考えられている。1426年、イタリアのボローニャに移動し、1428年には司祭となる。その後、1433年までローマで教皇庁の歌手となる。1433年、サヴォワに移動し、ブルゴーニュ公やジル・バンショワと会う。1435年に再び教皇庁の歌手になるが、1436年サンタ・マリア・デル・フィオーレ大聖堂（フィレンツェ大聖堂）の献堂式のために「ばらの花が咲く頃」という曲を作っている。1437年に再びサヴォワに移動し、ブルゴーニュ公に仕え、その後、サヴォアとカンブレの間を行き来する。
1459年、カンブレに戻り、オケゲム、ビュノワと親交を持つほか、ジョスカン・デ・プレらとも接触したと考えられる。1474年11月27日没。

## 作品と作風
百年戦争の休戦期にイングランドのジョン・ダンスタブルが伝えた3度や6度の協和音程、フランスのイソリズムを含むポリフォニー音楽、青年期に接触した旋律優位のイタリア音楽（トレチェント音楽）を統合し、イタリアで活躍したフランドル人チコーニアなどの影響を受け、ルネサンス音楽を開拓した。しばしば「ルネサンス音楽におけるバッハ」（皆川達夫）、15世紀最大の巨匠と評価される。バッハがバロック音楽時代の最盛期から終期に活躍したのに対し、デュファイはルネサンス音楽の開始にあたって大きな貢献をした。したがって、デュファイの初期から晩年までの作風の変化を追ってゆくと、中世的要素が、その後の創作活動を通じてルネサンス音楽へと成熟してゆく過程を跡付けることが、ある程度まで可能である。ブルゴーニュ楽派の中心的人物であるが、その後期の作品には、ルネサンス音楽の次の時代でありヨーロッパ普遍の音楽様式を確立するフランドル楽派に通じる要素も見られる。

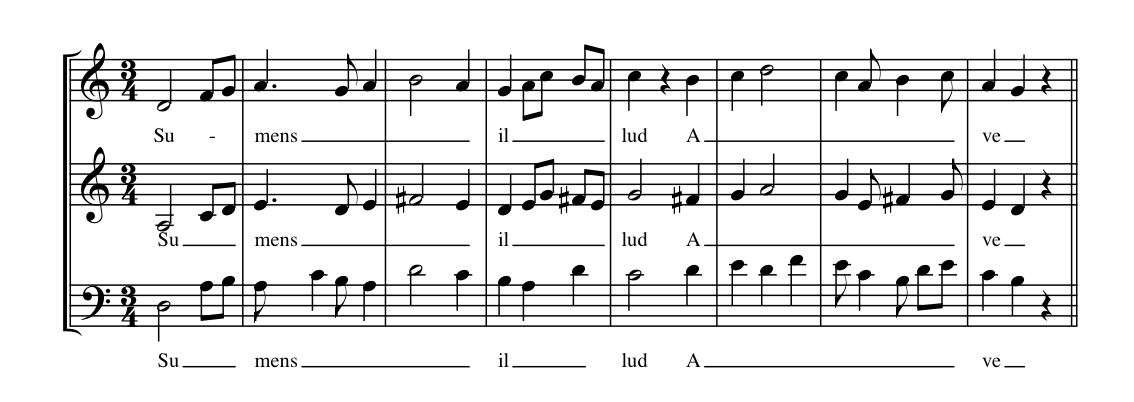
デュファイ作曲Ave maris stellaのFauxbourdon。2声目にフォーブルドンの技法が用いられている。

宗教作品（76のモテット、9のミサ曲）と83の世俗作品（シャンソン、バラード、ロンドー）の約200曲の作品が知られている。デュファイ以前のミサ曲が三声だったのに対して、その中期の作品から四声を主に用いるようになった。更に、各楽章を同じ冒頭モチーフで始まるようにした。デュファイ後のミサ曲の多くは、循環ミサ曲の形態をとるが、この形態を確立したのはデュファイであるといってよい。フォーブルドンFauxbourdonと呼ばれる和音の手法を用いた聖歌にも特徴がある。シャンソンには、親しみやすいメロディーを持つものが多い。レクイエムも作曲したが、その作品は失われたままになっている。デュファイの音楽には、その音楽的形式だけでなく、ルネサンス的な「人間」を感じさせる表現があるのが特徴である。

## 作品一覧

### ミサ曲
- ミサ「目を覚ましなさい」 (Missa Resvellies vous)：3声のミサ曲。ミサ・シネ・ノミネとして知られる。Missa Sancti Jacobiとともに、1440年以前に作曲された中世的性格の強い初期の作品である。
- 聖ヤコブのミサ曲 (Missa Sancti Jacobi)：3声と4声。
- ミサ「Missa Sancti Anthonii Vienensis」（デュファイの遺言書にある。トレント写本中にあるミサ曲であると言われている。）
- パドヴァの聖アントニウスのミサ曲 (Missa Sancti Anthonii de Padua)：トレント写本中にあるミサ曲で、最近になってデュファイの作品と同定され、演奏や録音が行われるようになった美しいミサ曲である。
- ミサ「ス・ラ・ファス・エ・パル」(Missa Se la face ay pale)：（私の顔が青ざめているのは）デュファイ自身の作曲によるシャンソン「Se la face ay pale」を定旋律にした4声の循環ミサ曲の代表作。世俗曲を定旋律にした循環ミサ曲としては、最古のもの。1450年頃、サヴォワのシャーロッテとフランスのドーフィン・ルイとの結婚式のために作曲されたと考えられる。
- ミサ「ロム・アルメ」(Missa L'homme arme)：（武装した人）ルネサンス期に流行した俗謡「ロム・アルメ」を主題にした4声循環ミサ曲。
- ミサ「エッチェ・アンチルラ・ドミニ」(Missa Ecce ancilla domini)：（見よ主のはしためを）深い雰囲気を持つ4声ミサ曲で、録音も多い。
- ミサ「アヴェ・レジーナ・チェロールム」(Missa Ave regina caelorum)：（めでたし天の女王）デュファイ晩年の最高傑作のひとつといわれる4声ミサ曲。フランドル楽派に通じる要素が見られる。また、長調と短調の対立が見られ、近代音楽の様相さえみせる。
- なお、デュファイのものと言われていたミサ・カプト (Missa Caput) は、疑作と考えられている。

### モテット
- おお、聖セバスティアヌスよ (O sancte Sebastiane)
- ばらの花が先頃 (Nuper rosarum flores)（グレゴリオ聖歌「ここは畏れ多きところ」を定旋律にしたモテット）
- 忠実な教会の都ローマ (Ecclesiae militantis)
- 喜べ、ビザンツ帝国の妃 (Vasilissa ergo gaude)
- おお輝きわたる宝石 (O gemma, lux et speculum)
- 誉れある使徒に (Apostolo glorioso, Da electo)
- 人にとって最もよきもの (Supremum est mortalibus bonum)
- めでたし、トスカナ人の花 (Salve flos Tusce gentis)
- 度量ある人々の称賛を (Magnanime gentis laudes)
- 神の教会の輝ける星 (Fulgens iubar eccelesie Dei)
- キリストと共にあるヨハネ (Moribus et genere Christo coniuncte Johannes)
- 讃えられん、天にいます乙女よ (Ave Virgo quae de caelis)
- 花の中の花 (Flos florum)
- この喜ばしき世界は (Hic iocundus sumit mundus)
- 知られたる海の星 (Inclita stella maris)
- このフィレンツェの町は (Mirandas parit hec urbs florentina)
- バルサムと上品なる蝋が (Balsamus et munda cera/Isti sunt agni novelli)
- おお、祝福されしセバスティアヌスよ (O beate Sebastiane)
- おお、イスパニアの後裔/おお、イスパニアの星 (O proles Yspanie/O sidus Yspanie)

### 世俗作品
- さようならわが恋よ、さようならわが歓びよ (Adieu m'amour, adieu ma joye)
- 年を迎えたこの日 (Ce jour de l'an)
- よい日、よい月、よい年、そして何かよいこと (Bon Jour, bon mois, bon an et bonne ectraine)
- 月は5月、いざ楽しもう、心も軽く (Ce moys de may soyons lies et joyeux)
- さあ、友だちよ、目を覚まそうよ (He, compaignons, resvelons nous)
- 私の顔が青ざめているのは (Se la face ay pale)
- コンスタンチノープル教会の聖母の嘆き (Lamentatio Sanctae Matris Ecclesiae Constantinopolitanae)
- 黄金のように美しく気高い聖母マリアよ (Dona gentile, bella come l'oro)
- さらばラノワのよき酒 (Adieu ces bons vin de Lannoys)
- 美しい人よどんな過ちを犯したのか、この私が (Belle, que vous ay ie mesfait)
- 心を込めて、お仕えせねばなりませぬ (Bien doy servir de volente entiere)
- 早くやっておいで、恋の喜びよ (Bien veignes vous, amoureuse liesse)
- 私はもうかつての私ではない (Je ne suy plus tel que souloye)
- あなたほどのお人を私はまだ見たこともない (Je ne vis onques la pareille)

デュファイの世俗作品は宗教曲に比べ、顧みられることが少ないがロンドン中世アンサンブルの世俗音楽全集によって一躍有名になった。このアルバムはデュファイの音楽の全体像を知る上でも、画期的な記念碑であった。